# Barrage de Çorum
Pour les articles homonymes, voir Corum.
Le barrage de Çorum est un barrage en Turquie. La rivière Çomar Deresi, issue du barrage, traverse la ville de Çorum et rejoint la rivière de Çorum (Çorum Çayı), elle-même affluent de la rivière Çekerek Irmağı qui se jette dans le fleuve Yeşilırmak.

## Sources
- (en) www.dsi.gov.tr/tricold/corum.htm Site de l'agence gouvernementale turque des travaux hydrauliques